# 阿格爾湖
77°38′S 166°25′E / 77.633°S 166.417°E
阿格爾湖（英語：Algal Lake），是南極洲的湖泊，位於羅斯島的埃文斯角，處於斯久厄湖和艾蘭湖之間，以美國研究計劃的生物學家命名，現時由南極條約體系管理。